# Последняя встреча
«После́дняя встре́ча» — советский социально-драматический художественный фильм, снятый режиссёром Борисом Бунеевым. Фильм снят в 1974 году. Всесоюзная премьера состоялась 2 января 1975 года. Фильм удостоен главной премии ВКФ в Кишинёве-75.

## Сюжет фильма
Писатель Павел Снегирёв спустя много лет возвращается в родное село, где вырос в детском доме. Здесь по-прежнему живёт его друг Клим, обиженный на Павла за то, что тот не сдержал данного Климу обещания, что после армии вернётся домой. Здесь же живёт бывшая невеста Павла Аня, чья личная жизнь не сложилась, поскольку она ждала возвращения Снегирёва. Павел не осознавал, что эта последняя встреча с прошлым станет для него роковой.

## В ролях
- Геннадий Сайфулин — Павел Снегирёв, писатель
- Алексей Молостов — Паша Снегирёв в детстве
- Владимир Меньшов — Клим Сергеевич Авилов, исполняющий обязанности бригадира зерносовхоза
- Владимир Губин — Клим Авилов в юности
- Сергей Щёголев — Клим Авилов в детстве
- Светлана Орлова — Аня Задорожная
- Алексей Граббе — Тимофей Спирин
- Любовь Мышева — Тамара Авилова, сестра Клима
- Георгий Юматов — Николай Снегирёв, отец Павла
- Син Сайто — Ауки Гуро, пленный японец
- Вадим Захарченко — Кислов
- Артур Нищёнкин — Максим Романович Олексич, воспитатель детского дома
- Юнус Юсупов — Акчурин, сержант
- Инна Выходцева — лётчица
- Борис Кумаритов — Спартак Погосов (взрослый)
- Светлана Коновалова — мать
- Лариса Блинова — мать детдомовца Олега

## Съёмочная группа
- Режиссёр-постановщик: Борис Бунеев
- Сценарий: Одельша Агишев
- Оператор-постановщик: Вячеслав Егоров
- Художник-постановщик: Ольга Беднова
- Композитор: Георгий Дмитриев

## Съемки
Съёмки фильма проходили в павильонах Киностудии имени Горького. Натурные съёмки в с. Боево Воронежской области и в г. Усть-Лабинске Краснодарского края.

## Награды
Фильм был удостоен главной премии ВКФ в Кишинёве-75.